# ヴィッテルスホーフェン
ヴィッテルスホーフェン (ドイツ語: Wittelshofen) は、ドイツ連邦共和国バイエルン州ミッテルフランケンのアンスバッハ郡に属す町村（以下、本項では便宜上「町」と記述する）で、エーインゲンに本部を置くヘッセルベルク行政共同体を構成する自治体の一つ。

## 地理

### 位置
ヴィッテルスホーフェンは、ヘッセルベルク山の麓、ズルツァハ川がヴェルニッツ川に注ぐ合流点周辺に位置する。

### 自治体の構成
この町は、公式には10の地区 (Ort) からなる。このうち小集落や孤立農場などを除く集落を以下に列記する。
- イレンシュヴァング
- オーバーミヒェルバッハ
- ウンターミヒェルバッハ
- ヴィッテルスホーフェン

ズルツァハ川のヴェルニッツ川への合流点はヴィッテルスホーフェン地区にある。北には、フランケン地方を代表する山である、標高690mのヘッセルベルク山がそびえる。

## 歴史
1274年に "Witelshoven"として初めて文献にその名が記されている。入植地自体の成立はそれよりもずっと古いと考えられている。ズルツァハ川とヴェルニッツ川の合流点付近に建つ、聖マーティンに献げられた礼拝堂は、8世紀のカロリング朝にその起源を持つとされている。その後拡大した旧市街の中心部には現在、聖マーティン教区教会が建っている。集落の東部、ズルツァハ川の河岸に集落があるが、これはかつては別の入植地の中心地であった。村の北側は水城までであった。現在も城壁や濠の一部、それに十分の一税倉庫がある外曲輪が遺されている。この城は、11世紀に城山に木製の塔を建てたものが起源で、12世紀に石造の城が建設された。1277年に皇帝ルドルフ1世は、ヴィッテルスホーフェンとゲーロルフィンゲンの十分の一税徴収権をノルテンベルクの領主に担保として与えた。1300年から1380年まで、この城はメルキンゲンの領主のものとなったが、これをヴィルヘルム・ホーファー・フォン・ローベンシュタインに売却した。その後アンスバッハの聖グムベルト司教区本部に属し、さらにここから1525年にアンスバッハ辺境伯の手に渡った。これ以来、アンスバッハ辺境伯領として定着し、1791年までその影響下に置かれた。辺境伯の城は1856年に火事で焼失した。

### 紋章
ヴィッテルスホーフェンの紋章は、青地にユリ。その上部に黒と銀の市松模様の四分割がのる。この市松模様は、アンスバッハ辺境伯の紋章であり、領主を象徴的に表現したものである。紋章の図柄のユリは、アンスバッハの聖グムベルト司教本部の象徴で、背景の青はズルツァハ川とヴェルニッツ川の合流点を表現している。

## 行政

### 議会
町議会は、町長をのぞいて除いて12議席である。

## 宗教
この町では、プロテスタントが優勢で、その中心が聖マルティン教会である。カトリック信者の中心は、聖十字架教会である。

### ユダヤ人社会
ヴィッテルスホーフェンには、17世紀から1938年までユダヤ人のコミュニティーが存在した。1716年には30世帯のユダヤ人家族が村にいた。最もユダヤ人人口が多かったのは、1809年から1810年で282人であった。これは、全人口689人の約40%にあたった。その後、ユダヤ人は、1910年に42人、1933年に17人と徐々に減り続けた。シナゴーグは、18世紀にはすでに作られており、1843年12月1日には新しいシナゴーグが完成している。これらは、1938年11月10日の『水晶の夜』によって破壊されてしまった。ユダヤ人も家畜や商品とともに暴行を受けた。この町で生まれ、あるいはこの町に長年住んでいた少なくとも18人のユダヤ人が、1941年から1945年までの間に強制収容所に移送された。

## 文化と見所

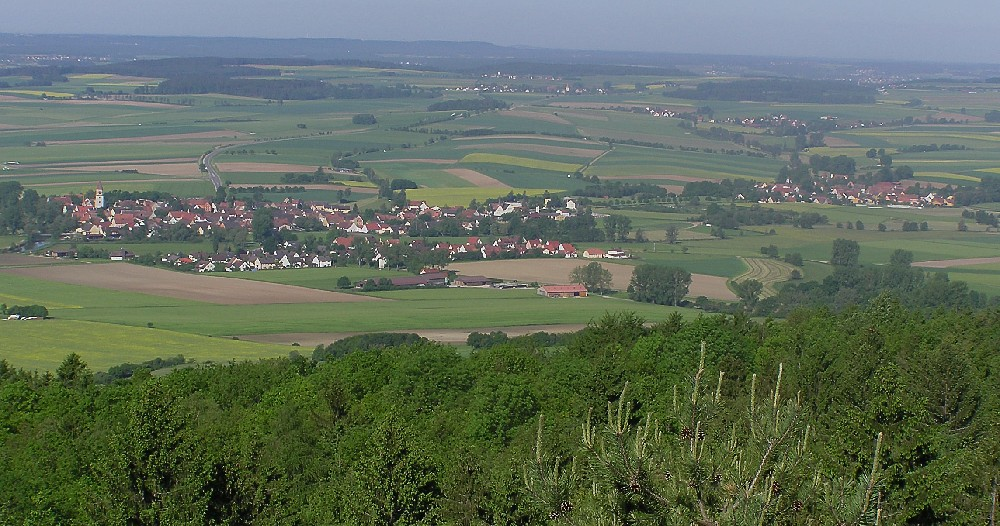
ヴィッテルスホーフェン遠望

ロマンティック街道とフランケン湖水地方との間に、リーメスの城塞跡であるルッフェンホーフェン・ローマ公園がある。この公園は、ゲーロルフィンゲン、ヴィッテルスホーフェン、ヴァイルティンゲンの町境に位置し、ディンケルスビュールからヴァッサートリューディンゲンへの道路上に標識が出ている。

### 博物館
- ルッフェンホーフェン・ローマ公園博物館
- ハインリヒ・ツォラー郷土博物館

### 建築
ヴィッテルスホーフェンの中心に聖マーティン教会がある。周辺の集落では、山の麓にカトリックの聖十字架教会がある。旧自衛教会があるイレンシュヴァング、ミヒャエルス教会があるオーバーミッヒェルバッハ、聖レオナルド教会があるウンターミッヒェルバッハ。この町の宝は、デューレン地区にある。この集落にある聖ミヒャエルス教会は、14世紀から15世紀に描かれたフレスコ画を人知れず抱いていたのである。このフレスコは、1985年に発見され、その一部が公開されている。辺境伯の城は1856年に焼失した。

### 自然
ヴィッテルスホーフェンは、ヘッセルベルク山の高地をたどる地質学の散歩道の出発点で、常に多くの地質学者達が訪れている。ズルツバッハとヴェルニッツでは、タゲリやタシギが産卵をし、古い酪農場がフランケン地方最後のコウノトリの営巣地となっている。ヴィッテルスホーフェンは、保養地として、あるいは、リース盆地、フランケン湖水地方、ローテンブルク、ネルトリンゲンやディンケルスビュールへの小旅行の拠点としても人々が訪れる。かつての国境の防塁であるリーメスがこの町を貫いて通っており、デューレン地区やゲルスミューレ地区ではその遺構を見ることもできる。

### レクリエーション
保養目的の人は、地質学の教育・散策路を気ままに歩くのがよい。考古学に興味のある人は、ルッフェンホーフェン・ローマ公園でローマの歴史やリーメスについて学ぶことができる。フランケン湖水地方までは、車で約20分ほどである。そこでは、サーフィン、ヨット、ボートや水浴びを楽しむことができる。

## 経済と社会資本
この町の有力な産業は農業で、町の総面積のほとんどを農牧地が占める。また、ヴィッテルスホーフェンは、ロマンティック・フランケン観光連盟に加盟している。

### 交通
- この町は、観光街道であるドイツ・リーメス街道および遠距離遊歩道アルプス＝バルト海ルートに面している。
- 2本の郡道と1本の州道が走っている。
- アウトバーンA6およびA7は、ヴィッテルスホーフェンからそれぞれ約28kmの場所を走っている。ヘリーデン・インターチェンジ、アンスバッハ・インターチェンジがそれぞれの最寄りのインターチェンジである。鉄道の駅は、グンツェンハウゼン(31km)、アンスバッハ(38km)にある。

## 引用
1. ↑  https://www.statistikdaten.bayern.de/genesis/online?operation=result&code=12411-003r&leerzeilen=false&language=de Genesis-Online-Datenbank des Bayerischen Landesamtes für Statistik Tabelle 12411-003r Fortschreibung des Bevölkerungsstandes: Gemeinden, Stichtag (Einwohnerzahlen auf Grundlage des Zensus 2011)
2. ↑  Bayerische Landesbibliothek Online